# Château de Châtillon-en-Michaille
Pour les articles homonymes, voir Château de Châtillon.
Le château de Châtillon-en-Michaille est un ancien château fort, du XIIe siècle, centre de la seigneurie de Châtillon de Michaille et chef-lieu d'un des mandements du Bugey, dont les maigres vestiges se dressent sur le territoire de la commune déléguée de Châtillon-en-Michaille, à Valserhône, dans le département de l'Ain, en région Auvergne-Rhône-Alpes.

## Localisation
Les vestiges du château de Châtillon-en-Michaille sont situés dans l'ancienne commune de Châtillon-en-Michaille, rattachée depuis 2019 à Valserhône, sur une éminence dominant le bourg, dans le département français de l'Ain.

## Historique
Le château est mentionné au XIIe siècle.
Le château fort, dont il ne reste plus que des ruines informes, fut la possession avec justice haute, moyenne et basse, d'abord, sous la suzeraineté des comtes de Genevois, puis sous celle des seigneurs de Gex en 1260, ensuite des dauphins de Viennois après 1282, et enfin des comtes de Savoie en 1296, d'une noble famille du nom et armes de Châtillon.
C'est après 1282 que le Dauphin récupère de sa belle-mère, Béatrix de Faucigny, des biens dans le pays de Gex, le château et la localité de Châtillon-de-Michaille.
En 1317, Hudriset de Châtillon se fait vassal du comte de Savoie.
Pierre de Châtillon est cité en 1412, dont les membres les plus anciens connus sont : Guillaume et Turumbert de Châtillon, mentionnés comme témoins dans une charte originale de l'an 1158, conservée dans les archives départementales de l'Ain.
Cette famille s'éteignit en la personne de Claude, seigneur de Châtillon, qui ne laissa que deux filles : Diane mariée à Claude-Philibert de Seyssel, seigneur du Châtelard-en-Semine (Franclens) et de Cevins ; Hélène mariée à Jean-Amé de Bouvens, seigneur de Bouvens (Bourg-en-Bresse), de Saint-Julin (Crémieu), comte de Saint-Pierre au marquisat de Saluces, gouverneur de la citadelle de Bourg.
Hélène, dame de Bouvens, eut, en partage, la seigneurie de Châtillon qu'elle lègua, le 28 septembre 1648, à François de Bouvens, son petit-fils, seigneur de Musinens (Valserhône), dont la postérité en jouissait encore en 1789.

## Description
Le château de Châtillon détruit vers 1480 est au XXIe siècle complètement ruiné. Il n'en subsiste que quelques pans de murs, le site est occupé par des maisons modernes.